# Ablerus pulcherrimus
Ablerus pulcherrimus – gatunek błonkówki z nadrodziny bleskotek i rodziny Azotidae.

## Boiologia i ekologia
Gatunek ten jest parazytidem. Atakuje on m.in. jaja pluskwiaków z gatunku Hysteropterum grylloides należącego do rodziny owoszczowatych.